# We'll Be Together Again
| Recensione | Giudizio |
| ---------- | -------- |
| AllMusic   |          |

We'll Be Together Again è un album discografico di Pat Martino, pubblicato dall'etichetta discografica Muse Records nel novembre del 1976.

## Tracce

### LP
Lato A
1. Open Road – 16:30
2. Lament – 4:58 (musica: J.J. Johnson)

Lato B
1. We'll Be Together Again – 5:01 (musica: L. Fisher (Carl T. Fisher))
2. You Don't Know What Love Is – 4:42 (testo: Don Raye – musica: Gene DePaul)
3. Dreamsville – 4:58 (musica: Henry Mancini)
4. Send in the Clowns – 3:41 (musica: Stephen Sondheim)
5. Willow Weep for Me – 5:22 (Ann Ronell)

## Musicisti
- Pat Martino – chitarra
- Gil Goldstein  – pianoforte elettrico

Note aggiuntive
- Ed Freeman – produttore
- Registrazioni effettuate il 13 e 17 febbraio 1976 al Blue Rock Studio di New York City, New York
- Ed Korvin – ingegnere delle registrazioni
- Ed Freeman – foto e design album originale[3]